# ルキウス・ユリウス・カエサル (紀元前90年の執政官)
ルキウス・ユリウス・カエサル（ラテン語: Lucius Iulius Caesar、紀元前135年頃 - 紀元前87年）は共和政ローマ期の政務官。紀元前91年からの同盟市戦争中に「ラテン人と同盟市への市民権付与に関するユリウス法 （Lex Iulia de civitate Latinis et sociis danda）」を通過させた。父は同名のルキウス・ユリウス・カエサル。ガイウス・ユリウス・カエサル・ストラボ・ウォピスクス（紀元前90年のアエディリス・クルリス）は弟の可能性がある。

## 経歴
紀元前95年にプラエトルに選出され、翌年プロコンスルとしてマケドニアを担当した。
同盟市戦争中の紀元前90年に執政官に選出され、イタリア南部の指揮を執り、サムニウム人と戦ったとされるが、古代の記録には前年の執政官セクストゥス・カエサルとの混同がみられる。また、ローマに忠実な同盟市に対してローマ市民権を付与する「ユリウス法」を提案、可決させた。
紀元前89年にケンソルに選出された。同僚はプブリウス・リキニウス・クラッスス。彼らは恐らくマルクス・アエミリウス・スカウルスをプリンケプス・セナトゥス（元老院第一人者）に再指名し、ケンスス（国勢調査）完了の儀式（ルストルム）を行なったようだが、ケンスス自体は未完だった。ルキウスはイリオスの税金を免除した。アッピアノスによれば、新たにローマ市民となった同盟市市民は既存の35トリブス（選挙区）ではなく、新設の10トリブスに登録されたという。
紀元前87年にガイウス・マリウスとルキウス・コルネリウス・キンナの党派がローマ市を占領すると、ルキウスはマルクス・アントニウス・オラトル、カエサル・ウォピスクスらと共にマリウス派によって殺害され、首級はロストラに晒されたとティトゥス・リウィウスは伝えている。
ルキウスには同名のルキウス・ユリウス・カエサル (紀元前64年の執政官)とユリアの2人の子供が知られている。